# Colline de Raisina
La colline de Raisina ou Raisina Hill ou Rāyasīnā Pahāṛī,  souvent utilisé comme métonymie pour désigner le siège du gouvernement indien, est un quartier de New Delhi qui abrite les bâtiments gouvernementaux les plus importants de l'Inde, dont le Rashtrapati Bhavan, la résidence officielle du président de l'Inde, et le bâtiment du Secrétariat (en) qui abrite le bureau du premier ministre et plusieurs autres ministères importants. Elle est entourée d'autres bâtiments et structures importants, dont le Parlement indien, le Rajpath et l'India Gate.

## Histoire
Le terme colline de Raisina a été inventé après l'acquisition des terres de 300 familles des villages locaux en vertu de la 1894 Land Acquisition Act pour commencer la construction de la maison du vice-roi (c'est-à-dire l'actuel Rashtrapati Bhavan). Après l'indépendance, elle est devenue la résidence permanente du président de la République indienne.

## Situation
La "colline" fait 266 m de haut, soit environ 18 m de plus que la zone environnante. 

## Galerie

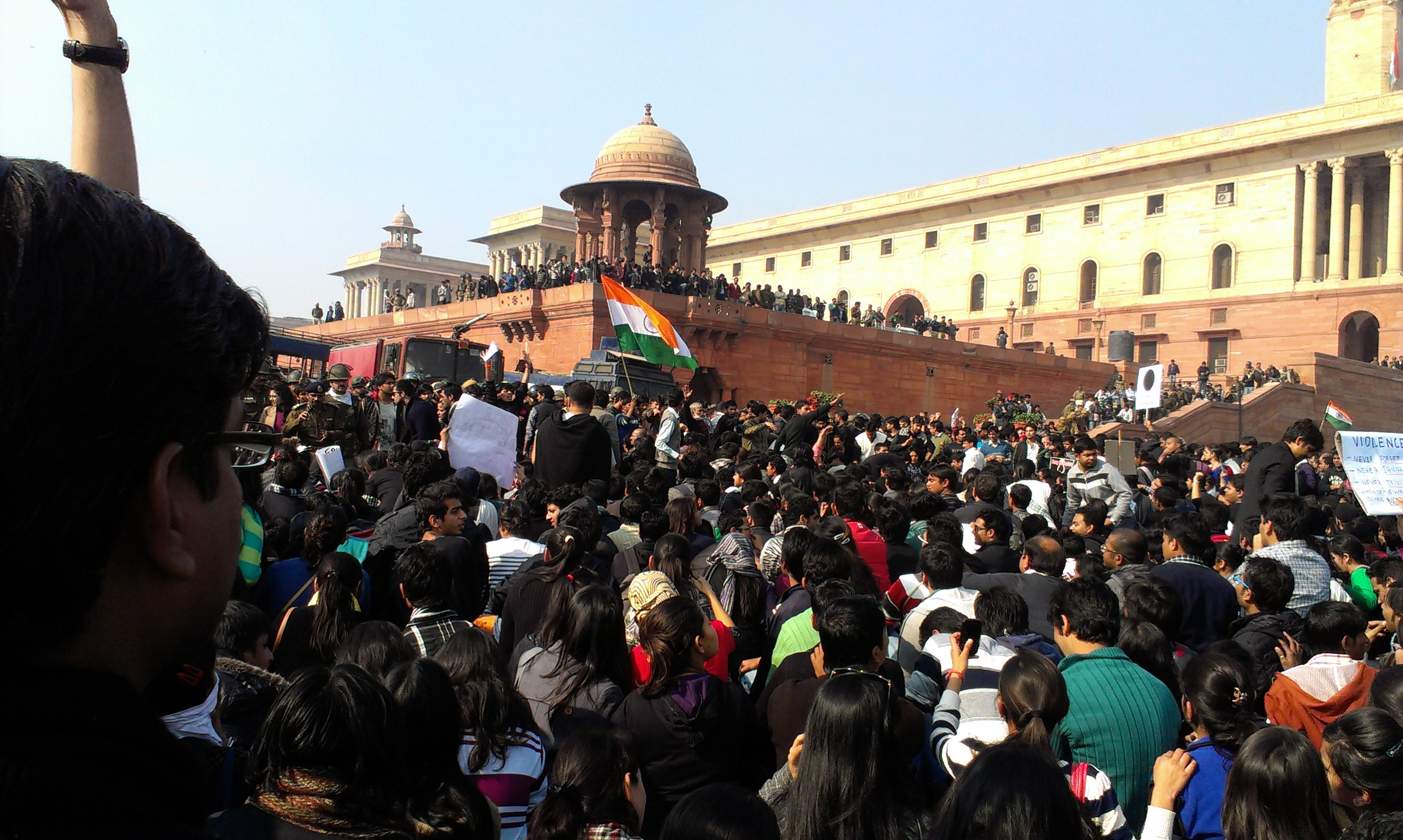
Manifestation étudiante contre la violence envers les femmes, 22 décembre 2012, colline de Raisina
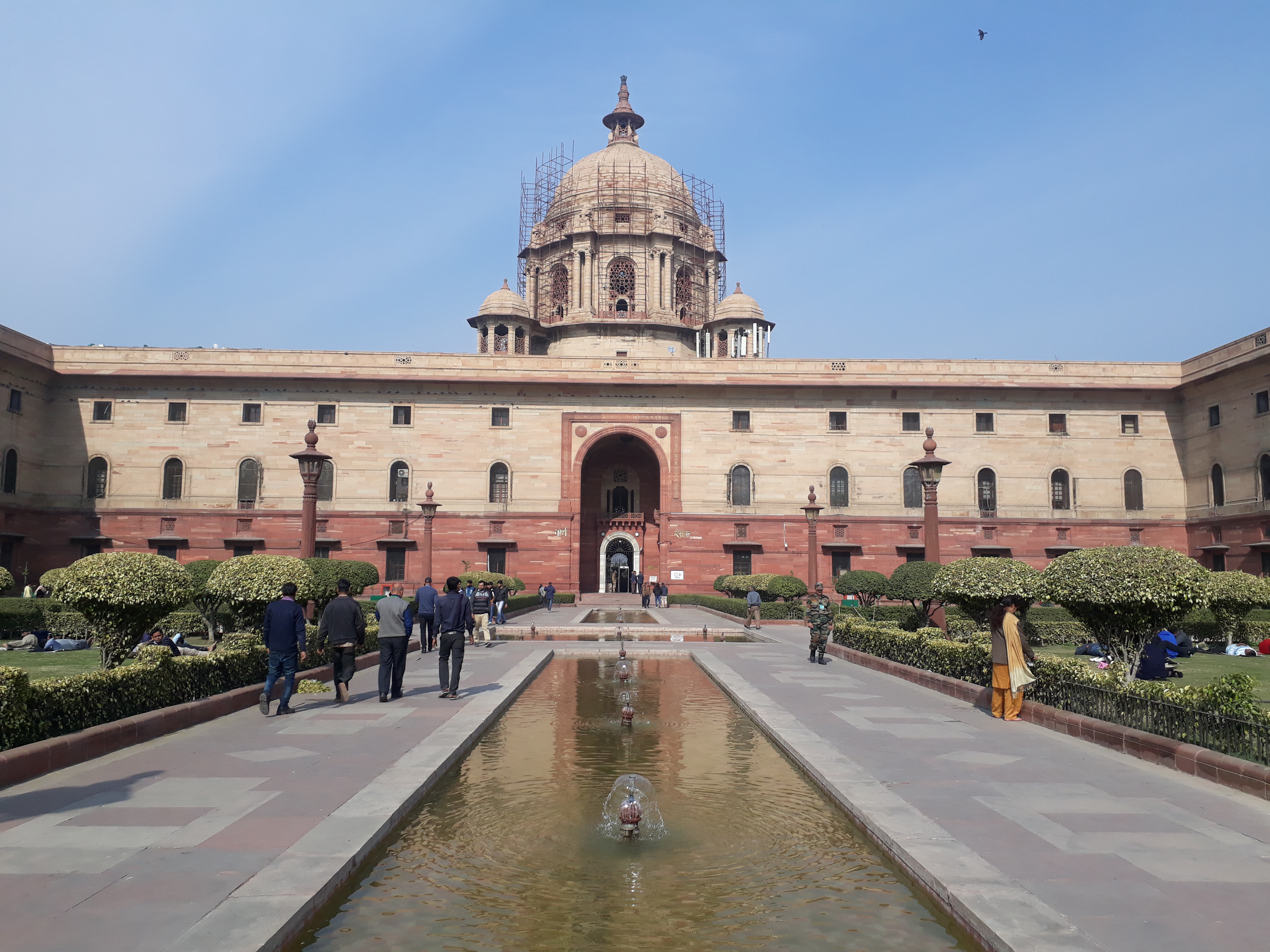
Le bloc-nord, abritant le ministère des Finances et le ministère de l'Intérieur
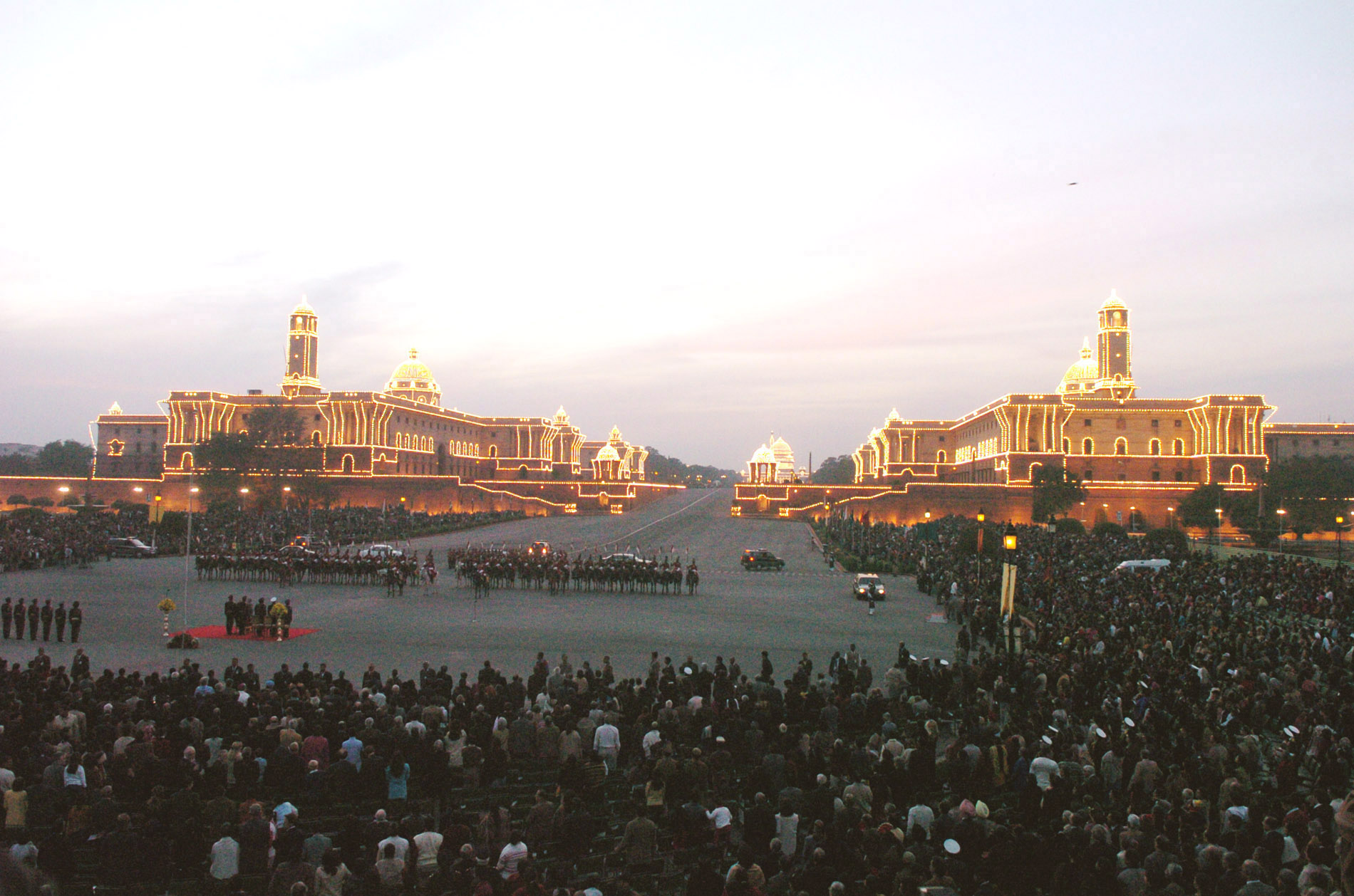
Cérémonie de la Battue en retraite (en), qui marque officiellement la fin de défilé du Jour de la République à New Delhi
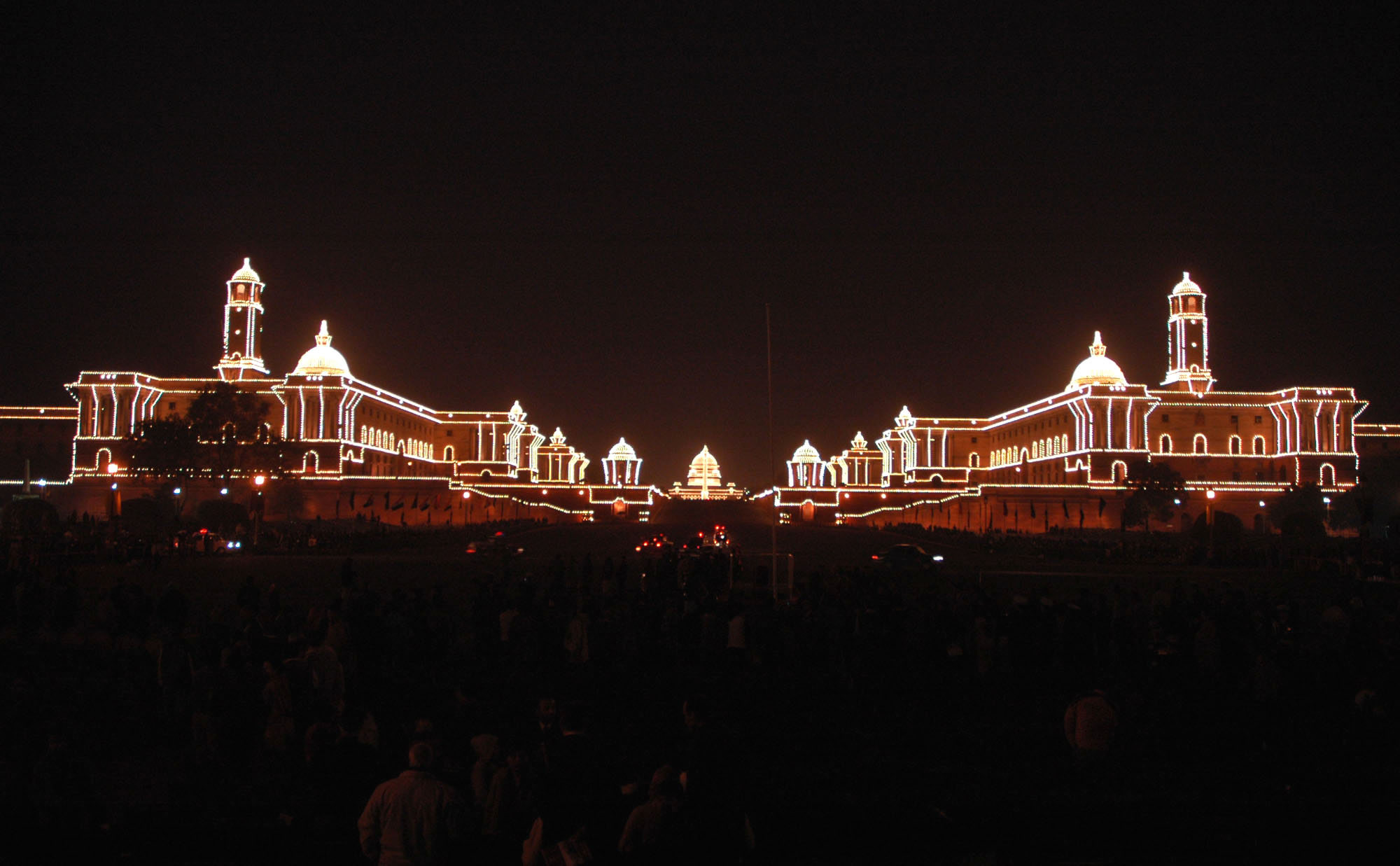
Vue de nuit